# 2006 au Mali
Chronologie du Mali
2004 au Mali - 2005 au Mali - 2006 au Mali - 2007 au Mali – 2008 au Mali -
2004 par pays en Afrique - 2005 par pays en Afrique 2006 par pays en Afrique - 2007 par pays en Afrique - 2008 par pays en Afrique - 

## Chronologie

### Janvier
- Le 1er janvier 2006, Souleymane Cissé est élevé par Amadou Toumani Touré, président de la République, au rang de Commandeur de l’Ordre national du Mali[1].
- Le 6e Forum social mondial, rassemblement altermondialiste, s’est tenu à Bamako du 19 au 23 janvier 2006. 
  - Le problème de la dette a été au cœur des échanges. Pour Barry Aminata Touré, présidente de la Coalition des alternatives africaines dettes et développement (CAD-Mali), « l'annulation pure et simple de la dette des pays du tiers-monde pour enfin mettre les pays pauvres sur les rails du développement »[2]. L’agriculture et particulièrement les OGM, l’accès à l’eau et l’immigration ont également des sujets débattus par les participants.
  - Selon Diadié Yacouba Dagnoko, ancien ministre de la Culture et un des coordinateurs du FSM, le forum, qui a accueilli entre 15 et 20 000 participants, aurait coûté 700 millions de francs CFA[3].
  - S’inscrivant dans le cadre de la 6e édition du Forum social mondial, le Collectif citoyen pour la restitution et le développement intégré du rail (Cocidirail) a demandé la renationalisation du chemin de fer malien, la réouverture des gares fermées. Il a promis de faire battre Amadou Toumani Touré s’il se présentait à sa réélection en 2007, pour protester contre ses promesses non tenues[4].
- La 6e édition du Festival au désert s’est déroulée à Essakane du 13 au 15 janvier 2006,  avec la participation notamment de Khaira Arby, Baba Salah, Habib Koité, Afel Bocoum, Tartit, Sekouba Bambino.
- Les 19 et 20 janvier 2006, la première édition de l’African reggae festival est organisée à Bamako par Tiken Jah Fakoly avec le chanteur guinéen Takana Zion, le Burkinabé Jah Verity, l’Ivoirien Béta Simon, le Sénégalais Dread Maxim, le Malien Askia Modibo et le Nigérien Dias[5].

### Février
- Le 8 février 2006, Ali Farka Touré et Toumani Diabaté reçoivent le Grammy Awards du meilleur album traditionnel de musique du monde pour leur album In The Heart of the Moon
- Le 18 février 2006, Mamadou Samba Konaté, président d’honneur de la Fédération malienne de football et président de la Ligue de football de Bamako est décédé à Bamako[6].
- Le 26 février 2006, lancement à Bamako des activités célébrant Tombouctou comme capitale mondiale de la culture islamique en 2006[7].

### Mars
- Le 7 mars 2006, le musicien Ali Farka Touré, âgé de 67 ans est mort à Bamako.
- Le 26 mars 2006, à l’occasion du 15e anniversaire de la chute du régime militaire de Moussa Traoré, le président Amadou Toumani Touré a déposé une gerbe au monuments des martyrs du 26 mars à Bamako en rappelant au « devoir de souvenir, de reconnaissance profonde, de pensée à tous ceux qui ont donné leur vie pour l'indépendance, la promotion et le processus démocratique au Mali ».

### Avril
- Le 13 avril 2006, le Meeting panafricain de Bamako s’est tenu dans la capitale malienne. 42 athlètes provenant de 7 pays africains (Bénin, Burkina Faso, Cameroun, Côte d’Ivoire, Mali, Sénégal et Togo) et de la France y ont participé. Le Sénégal s'est classé premier avec quatre médailles d'or, suivi par le Burkina Faso (3 médailles) et la Côte d’Ivoire (1 médaille).  Voir les résultats détaillés : Meeting panafricain de Bamako 2006
- La 3e édition du Festival international de percussion de Bamako (Festip) a eu lieu du 22 au 29 avril 2006, à Bamako et Kati au Mali.
- Le 27 avril 2006, Mamadou Maribatrou Diaby, homme politique malien, ancien candidat à l’élection présidentielle, président fondateur du Parti pour l'unité, le progrès et le développement (PUDP) est décédé à Paris.

### Mai
- Le 8 mai 2006, le président Amadou Toumani Touré a nommé  Diallo Kaïta Kenta présidente de la Cour Suprême du Mali en remplacement de M'Barakou Askia Touré, nommé ambassadeur du Mali en Tunisie.
- Le 15 mai 2006, 21 députés maliens, membres du Collectif des élus de la région de Kayes (Codeka), région d'origine de la majorité des Maliens résidant en France, demande l’annulation du voyage de Nicolas Sarkozy, ministre français de l’Intérieur, prévu le 17 mai, jour du vote par l’Assemblée nationale française de son projet de loi durcissant les conditions de l’immigration[8].
- Le 18 mai 2006, une manifestation a rassemblées environ 200 personnes à Bamako pour protester contre la venue du ministre français de l’intérieur Nicolas Sarkozy, arrivé la veille au soir au Mali pour une visite de 24 heures afin d’expliquer sa nouvelle loi durcissant les conditions de l’immigration en France[9].
- Le 23 mai 2006, des rebelles touaregs se sont emparés de deux casernes à Kidal et d’une caserne à Ménaka, dans le nord du Mali. Les assaillants ont quitté les trois casernes dans la soirée en emportant des munitions et des vivres. Les rebelles seraient dirigés par le lieutenant-colonel Hassan Fagaga, un ancien combattant qui avait déserté l'armée régulière dans les années 1990. Les combats entre rebelles et armée régulière auraient fait un mort et 4 blessés selon la Direction des informations et des relations publiques des armées.

Cette nouvelle rébellion touarègue a donné naissance à Alliance démocratique du 23 mai pour le changement.

### Juillet
- Le 4 juillet 2006, signature à Alger des  Accords d'Alger pour la restauration de la paix, de la sécurité et du développement dans la région de Kidal entre le gouvernement malien et les représentants de l’Alliance Démocratique du 23 mai pour le changement.
- La 5e édition du Forum des peuples a eu lieu à Gao du 14 au 17 juillet 2006. Dans une déclaration finale, les participants, venu pour la plupart d’Afrique mais aussi d’Europe et d’Amérique du Nord, ont réclamé «La suppression du FMI et de la Banque mondiale et la mise sur pied d’institutions nouvelles contrôlées démocratiquement par les États et les citoyens au service du développement réel et durable», l’arrêt des privatisations et la nationalisation des sociétés stratégiques, l’annulation totale et inconditionnelle de la dette des pays du tiers-monde. Les participants également rejettent «la politique répressive et sélective de l’immigration » et demande résolution rapide des conflits au Darfour (Soudan), en Côte d’Ivoire et au Proche-Orient[10].

### Novembre
- La 3e édition du Triangle du balafon a lieu du 2 au 4 novembre 2006 à Sikasso. Plus de 250 artistes provenant de 8 pays africains (Mali, Burkina Faso, Côte d'Ivoire, Guinée, Sénégal, Cameroun, Guinée-Bissau et Mozambique) ont participé à ce festival international consacré au Balafon qui associe compétitions, démonstration, exposition et conférences[11].
- La 4e édition du festival international « Dense Bamako Danse » a eu lieu dans la capitale malienne du 17 au 24 novembre 2006. Organisé par l’association Donko Seko, ce festival de danse a accueilli des troupes d’Afrique du Sud, du Bénin, du Cameroun, du Mali, du Mozambique, du Sénégal ainsi que de France et d’Italie[12]
- La 6e édition du festival Étonnants voyageurs s’est ouvert le 20 novembre 2006 à Bamako et dans 9 autres villes (Kayes, Kita, Koulikoro, Ségou, Sikasso, Tombouctou, Mopti, Gao, Kidal) avec la participation d’une soixantaine d’écrivains dont Alain Mabanckou, Abdourahman Waberi, Aminata Sow Fall[13].

### Décembre
- L’équipe malienne a remporté le championnat d'Afrique de basket-ball féminin des 20 ans et moins qui s’est déroulé à Maputo du 2 au 9 décembre 2006 qui a battu l’équipe mozambicaine en finale 49 à 47[14].
- Le 9 décembre 2006, Ibrahim Boubacar Keïta, président de l'Assemblée nationale et du Rassemblement pour le Mali a annoncé au cours d’un meeting à Bamako sa volonté d’être candidat à l’élection présidentielle de 2007[15].
- Le 10 décembre 2006, l’Alliance pour la démocratie et le progrès a été créé afin d’apporter leur soutien à une candidature du président Amadou Toumani Touré à l’élection présidentielle de 2007. Elle regroupe 14 partis politiques maliens : l’Adéma-Pasj; le Bdia ; le CNID ; le Miria ; le MPR ; le PCR ; le PDR ; le PIDS ; le PDP ; le RND ; l’UDD ; l’UMP ; l’URD et l’Us-Rda[16].

- Le 23 décembre 2006, Soumeylou Boubèye Maïga a confirmé qu’il serait candidat à  l’élection présidentielle de 2007[17].
- Le 24 décembre 2006, Cheick Oumar Sissoko, ministre de la Culture et président du parti Solidarité africaine pour la démocratie et l'indépendance (Sadi), tout en condamnant  les méthodes déloyales des pays industrialisés qui s'enrichissent toujours plus alors que le sud s'appauvrit, a annoncé que son parti présentera un candidat à l’élection présidentielle de 2007[18].